# 5150 (アルバム)
『5150』は、ヴァン・ヘイレンが1986年に発表したアルバム。通算7作目で、本作よりサミー・ヘイガーが加入。

## 解説
前作『1984』に伴うツアーが終了すると、デイヴィッド・リー・ロスはソロ活動を開始し、1985年初頭、初のソロ作品となるミニ・アルバム『クレイジー・フロム・ザ・ヒート』を発表。そして、本作のためのリハーサルには参加せず、そのままヴァン・ヘイレンを脱退。バンド側は、当時ソロ活動をしていたサミー・ヘイガーと接触し、9月にはエドワード・ヴァン・ヘイレンがサミーのステージに飛び入りした。
デビュー当時からヴァン・ヘイレンの作品をプロデュースしてきたテッド・テンプルマンは、デイヴィッド・リー・ロスのソロ・アルバム『イート・エム・アンド・スマイル』に携わっていたため、バンドはフォリナーのミック・ジョーンズを起用してアルバムを完成させる。エドワード・ヴァン・ヘイレンは「ホワイ・キャント・ディス・ビー・ラヴ」「ドリームス」「ラヴ・ウォークス・イン」でキーボードを使用。また、「ゲット・アップ」「サマー・ナイツ」では、エディはトランストレム（アーミングを行った際、全部の弦の音程が同じ高低差で変化するシステム）を搭載したスタインバーガー社のギターを使用。
ヴァン・ヘイレン初の全米1位を3週連続で獲得した。先行シングル「ホワイ・キャント・ディス・ビー・ラヴ」は全米3位に達し、更に「ドリームス」（全米22位）、「ラヴ・ウォークス・イン」（全米22位）、「ベスト・オブ・ボース・ワールズ」（ビルボード・メインストリーム・ロック・チャート12位）、「サマー・ナイツ」（メインストリーム・ロック・チャート33位）もシングル・ヒットした。「グッド・イナフ」は、1987年公開の映画『スペースボール』で使用された。
本作に伴うツアーでは、サミーも一部楽曲（エディがキーボードを弾く曲や、自分のソロ・アルバムからの曲等）でギターを担当。その模様は、DVD『ライヴ・ウィズアウト・ア・ネット』で確認できる。

## 「5150」の由来
アルバムタイトルの「5150」は"fifty-one-fifty"と発音され、自己または他者に傷害を与える恐れのある精神障害者の措置入院手続きを定めたカリフォルニア州法から来るポリスコード(警察関係者による隠語)である。英語版5150 (involuntary psychiatric hold)を参照。
前作『1984』からのヴィデオクリップ "Hot for Teacher"の最後のシーンで精神障害者に扮するなど、この時期のエディはこの言及をいたく気に入っており、自宅裏に造った自身のスタジオの名前にしたり(5150 Studios)、また自身のギターにこの数字のステッカーを貼るなどしていた。後の1992年には自身のシグネチュア・アンプの名前(Peavey 5150)ともなった。

## 収録曲
全曲メンバー4人の共作。
1. グッド・イナフ - "Good Enough" - 4:04
2. ホワイ・キャント・ディス・ビー・ラヴ - "Why Can't This Be Love" - 3:47
3. ゲット・アップ - "Get Up" - 4:37
4. ドリームス - "Dreams" - 4:54
5. サマー・ナイツ - "Summer Nights" - 5:06
6. ベスト・オブ・ボース・ワールズ - "Best of Both Worlds" - 4:48
7. ラヴ・ウォークス・イン - "Love Walks In" - 5:11
8. "5150" - ""5150"" - 5:44
9. インサイド - "Inside" - 5:02

## 参加ミュージシャン
- サミー・ヘイガー - ボーカル
- エドワード・ヴァン・ヘイレン - ギター、キーボード
- マイケル・アンソニー - ベース
- アレックス・ヴァン・ヘイレン - ドラムス